# Bloomers

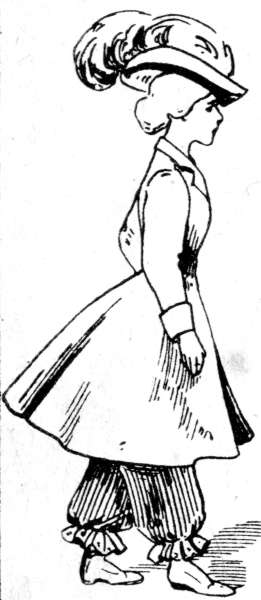
Bloomer-Kostüm

Bloomers sind sehr weit geschnittene und an den Knöcheln zusammengefasste Frauenoberhosen.

## Bloomer-Kostüm
Sie sind Teil des nach Amelia Bloomer benannten Bloomer-Kostüms, das aus einem ohne Korsett getragenen, eng geschnittenen Oberteil, einem gefältelten, dicht unter dem Knie abschließenden Rock sowie der darunter getragenen Hose bestand. Amelia Bloomer war eine amerikanische Frauenrechtlerin, die diese von ihr zunächst Türkisches Kostüm bzw. Türkische Hosen genannte Kleidung als Beitrag zu einer Reform der Frauenkleidung ab 1851 propagierte.
Das Bloomer-Kostüm stieß auf reges Interesse bei den Vertretern der Frauenrechte, fand aber wenig praktische Akzeptanz (im Wesentlichen nur als Teil der weiblichen Sportbekleidung, insbesondere beim Fahrradfahren) und umso mehr Hohn und Spott. Die Unterschrift einer zeitgenössischen Karikatur lautet:

„Frau Türk, nach Besuch einer Vorlesung von Frau Eich-Schmidt über Emanzipationskleidung, beschließt sofort sich der neuen Mode anzuschließen, und um das noch wirkungsvoller zu tun, erwartet sie Herrn Türks Unterstützung bei diesem gewagten Unternehmen.“

Bloomers wurden bis in die Gegenwart immer wieder in der Mode zitiert, als viktorianische Attribute in der japanischen Lolita-Mode oder Helena Bonham Carters Bloomin' Bloomers oder mit unterschiedlichen Graden der Beinfreiheit als sogenannte Haremshose.
Eine gewisse Rolle spielen Bloomers auch als Fetischkleidung, so widmete John Willie in dem von ihm herausgegebenen Magazin Bizarre im Laufe der Jahre den Bloomers immer wieder Artikel und Abbildungen.

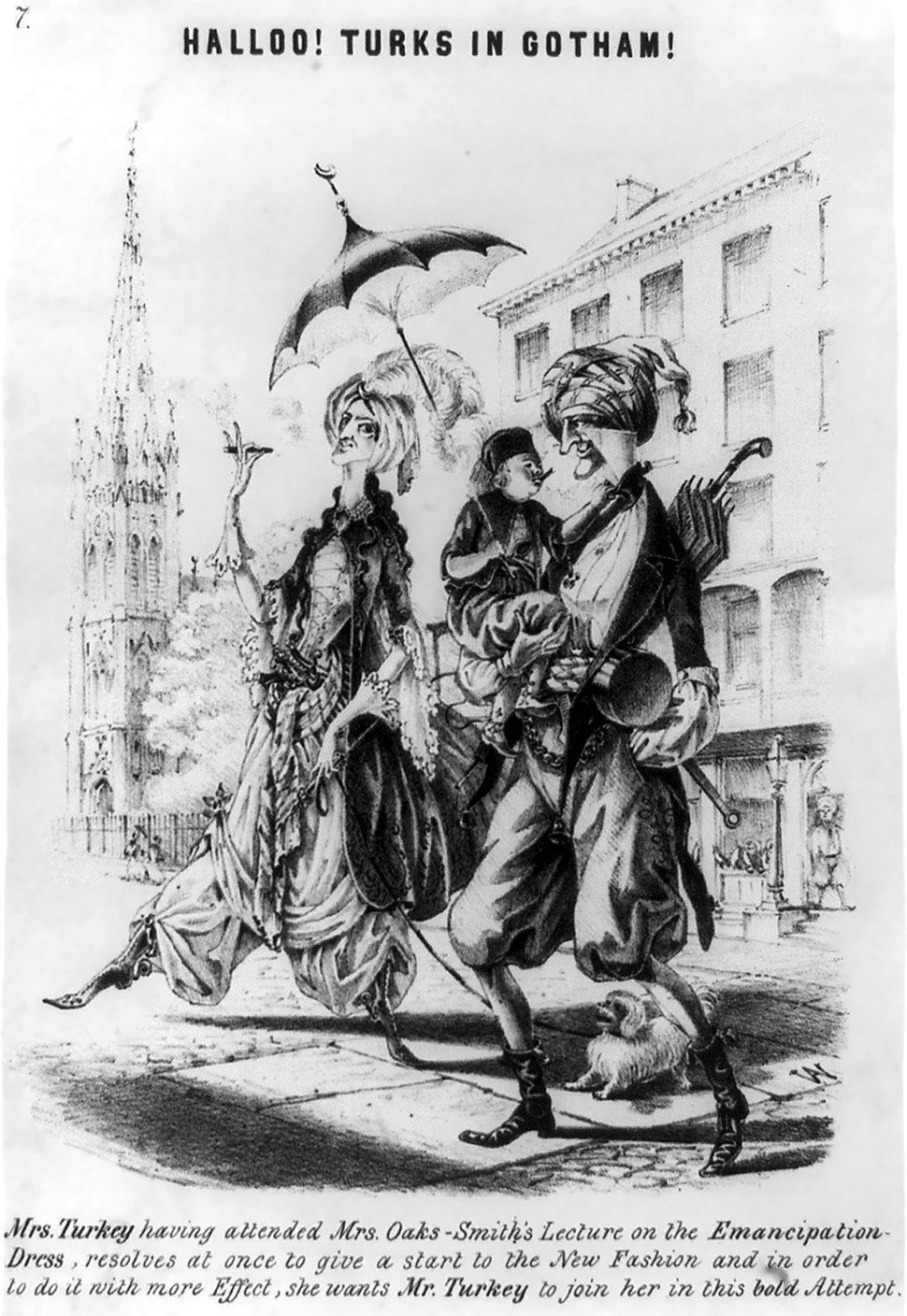
Karikatur von 1851
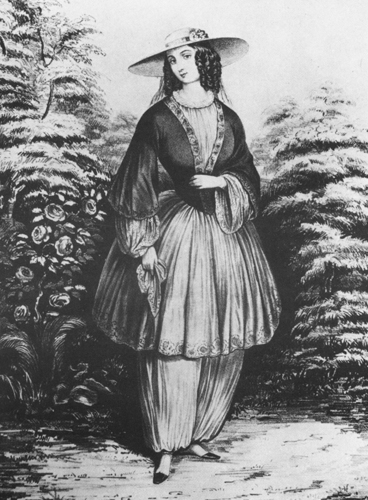
Bloomer-Kostüm um 1850
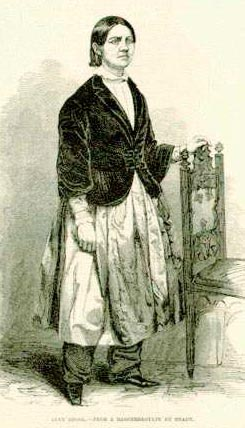
Frauenrechtlerin Lucy Stone 1853
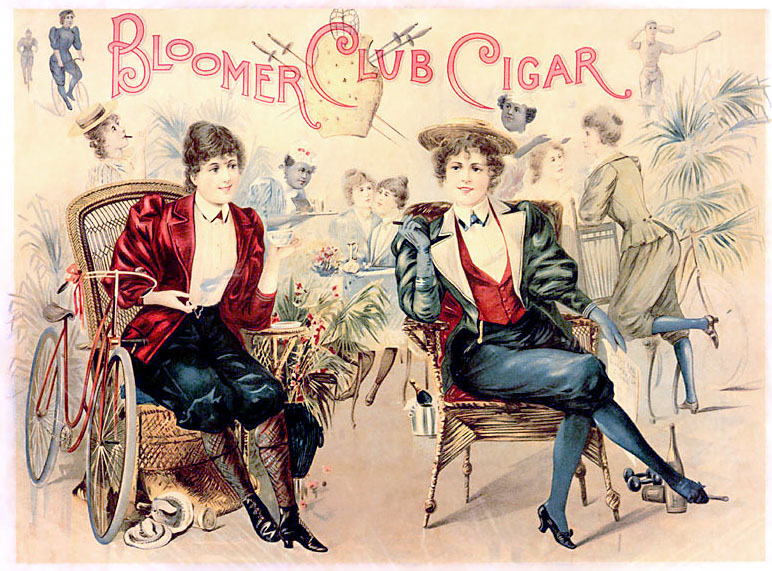
Emanzipierte Raucherinnen, Abbildung auf einer Zigarrenkiste 1890
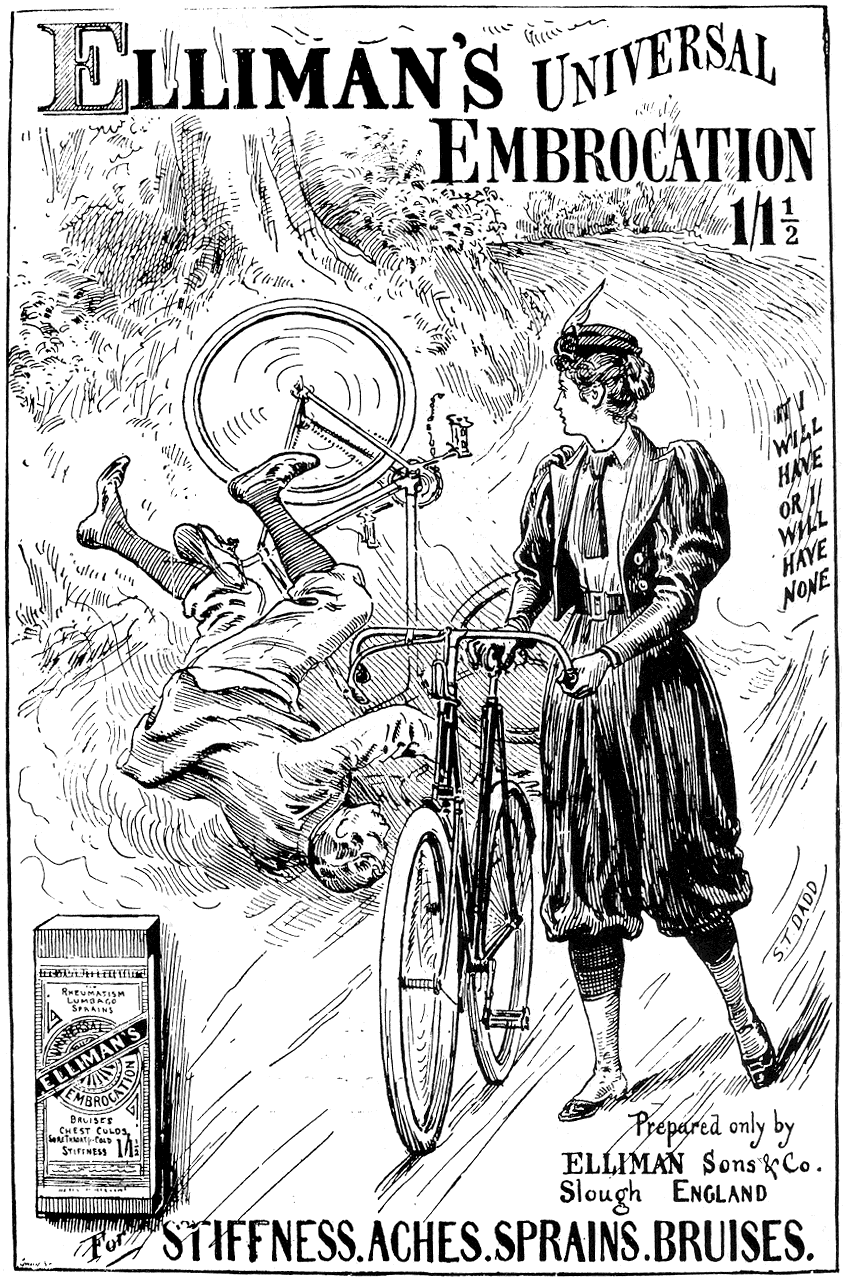
Fahrradfahrerin in Bloomers 1897
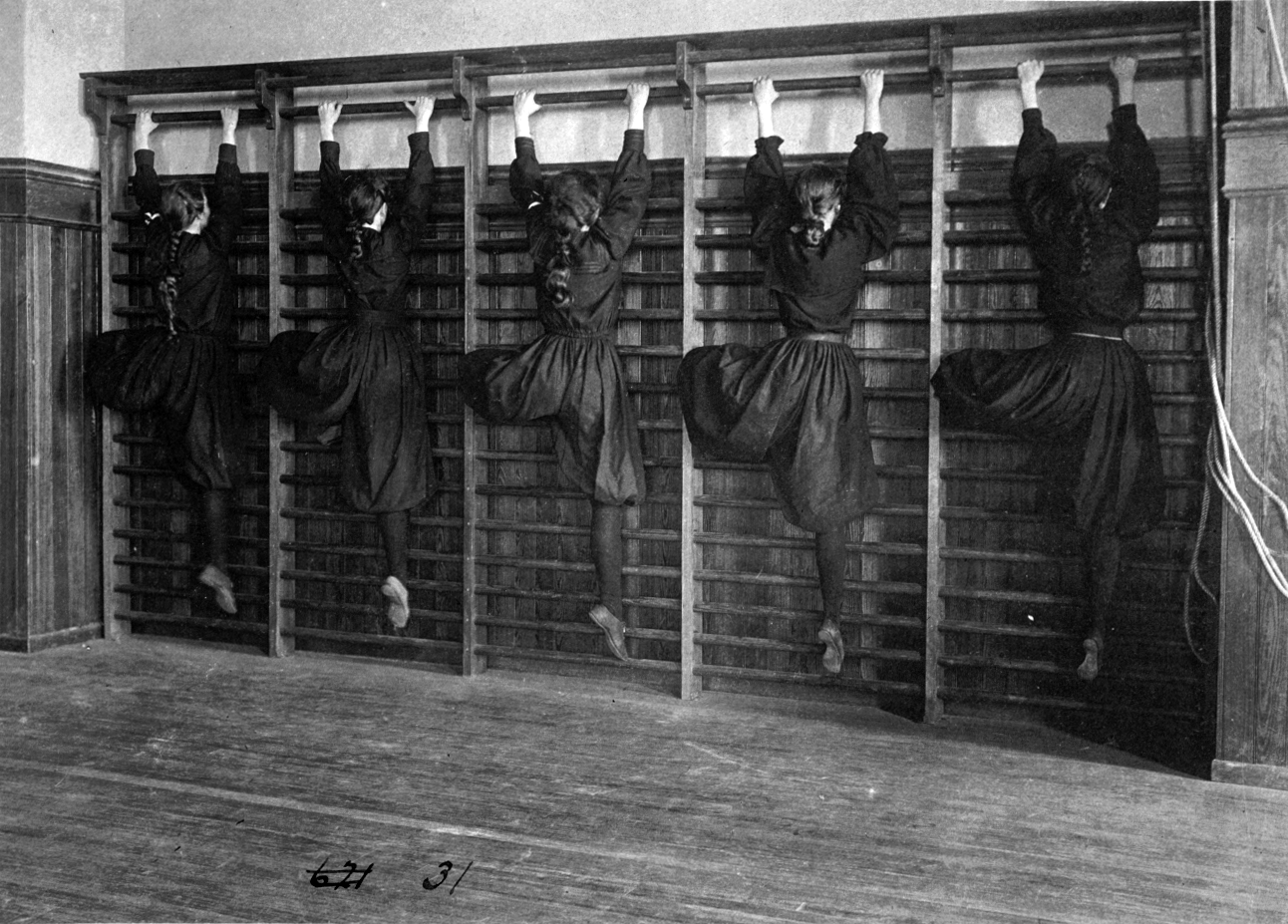
Bloomers tragende Turnerinnen an der Sprossenwand 1899

## Japan

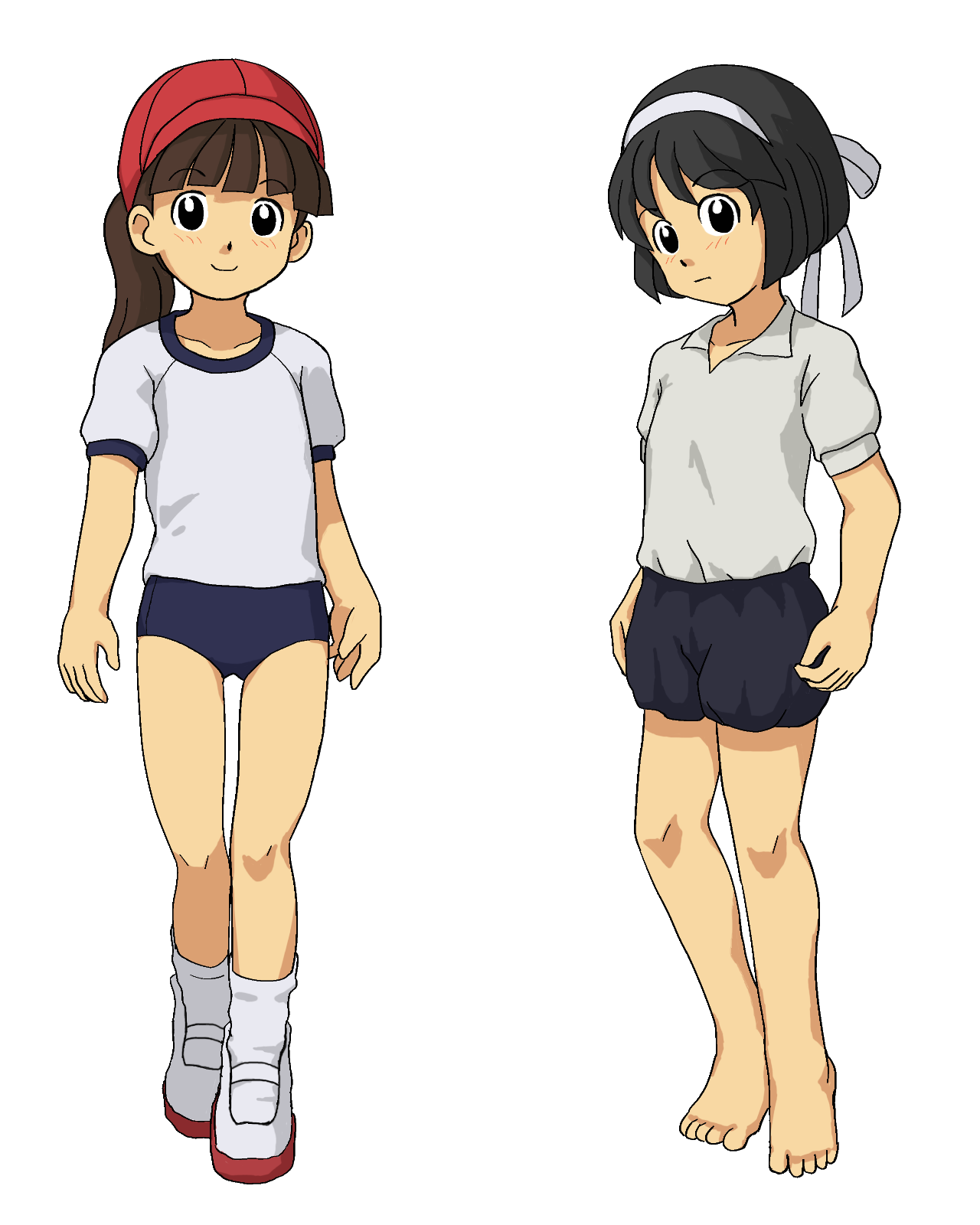
Illustration der modernen Buruma (links) und ihres frühen Stils (rechts)

In Japan wurden Bloomers als Mädchenkleidung beim Schulsport durch Inokuchi Akuri im Jahr 1903 eingeführt, die diese während ihres Studiums in Northampton und Boston kennengelernt hatte. Im Laufe der Zeit wurden diese erst radikal bis zum Oberschenkelansatz gekürzt und dann auch ihrer Pluderform entledigt. Seit den 1990er Jahren wurden diese Buruma (jap. ブルマ) oder Burumā (ブルマー) genannten Kleidungsstücke durch Sporthosen ersetzt. Buruma sind daneben wegen ihrer Assoziation mit Schulmädchen ebenfalls Fetischkleidung.